# 無羽大羽介
無羽大羽介（学名：Meganopteron apteron）为尾花介科大羽介屬下的一个种。